# Anthony Vignes
Anthony Vignes (* 8. Mai 1988) ist ein ehemaliger französischer Radrennfahrer.
Anthony Vignes startete 2009 mit seinem Vereinsteam UC Nantes Atlantique bei der Tour de Martinique in dem französischen Übersee-Département Martinique. Dort gewann er in Fort-de-France das erste Teilstück der zweiten Etappe und er war bei der vierten Etappe nach Macouba erfolgreich. Auf dem sechsten Tagesabschnitt belegte er noch einmal Platz vier und in der Gesamtwertung wurde er Zweiter hinter dem Sieger Timothée Lefrançois.
Im Jahr 2011 fuhr er für Brest Iroise Cyclisme und konnte eine Etappe der Tour de Bretagne gewinnen, bei der er Fünfter der Gesamtwertung wurde.

## Erfolge
2009
- zwei Etappen Tour de Martinique

2011
- eine Etappe Tour de Bretagne